# Haus Grüneck

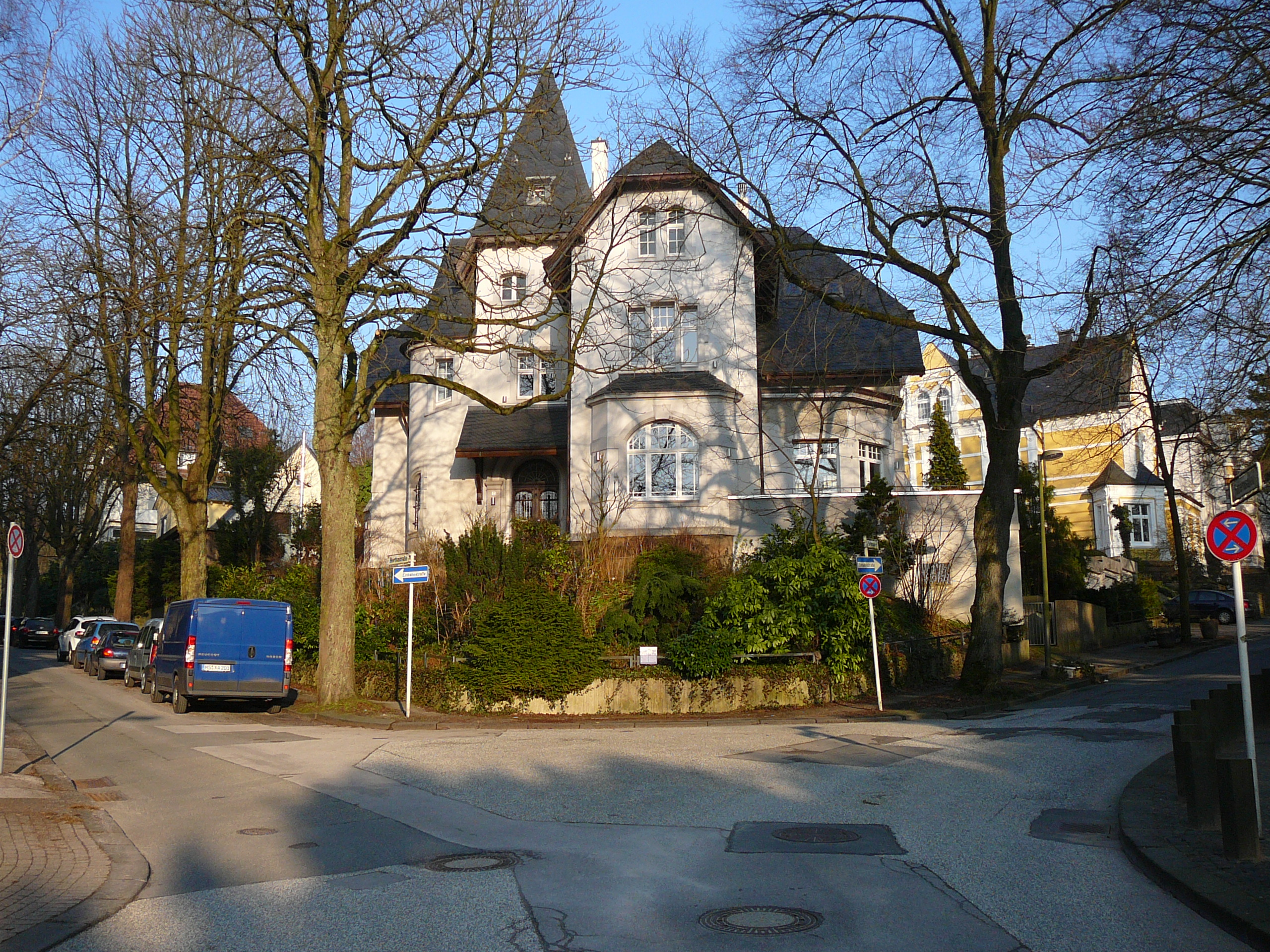
Haus Grüneck

Das Haus Grüneck (auch Villa Grüneck) ist eine unter Denkmalschutz stehende Villa in der bergischen Großstadt Wuppertal/Nordrhein-Westfalen.

## Lage und Beschreibung
Die Villa liegt im Stadtbezirk Elberfeld-West im Wohnquartier Zoo in der Herthastraße (Hausnummer 2) an der Ecke zum Selmaweg. Sie befindet sich im als Denkmalbereich ausgewiesenen Zooviertel in unmittelbarer Nähe des Wuppertaler Zoos, leicht versetzt gegenüber dem auch heute noch (zumindest äußerlich) repräsentativen Gebäude der Zoo-Gaststätten.

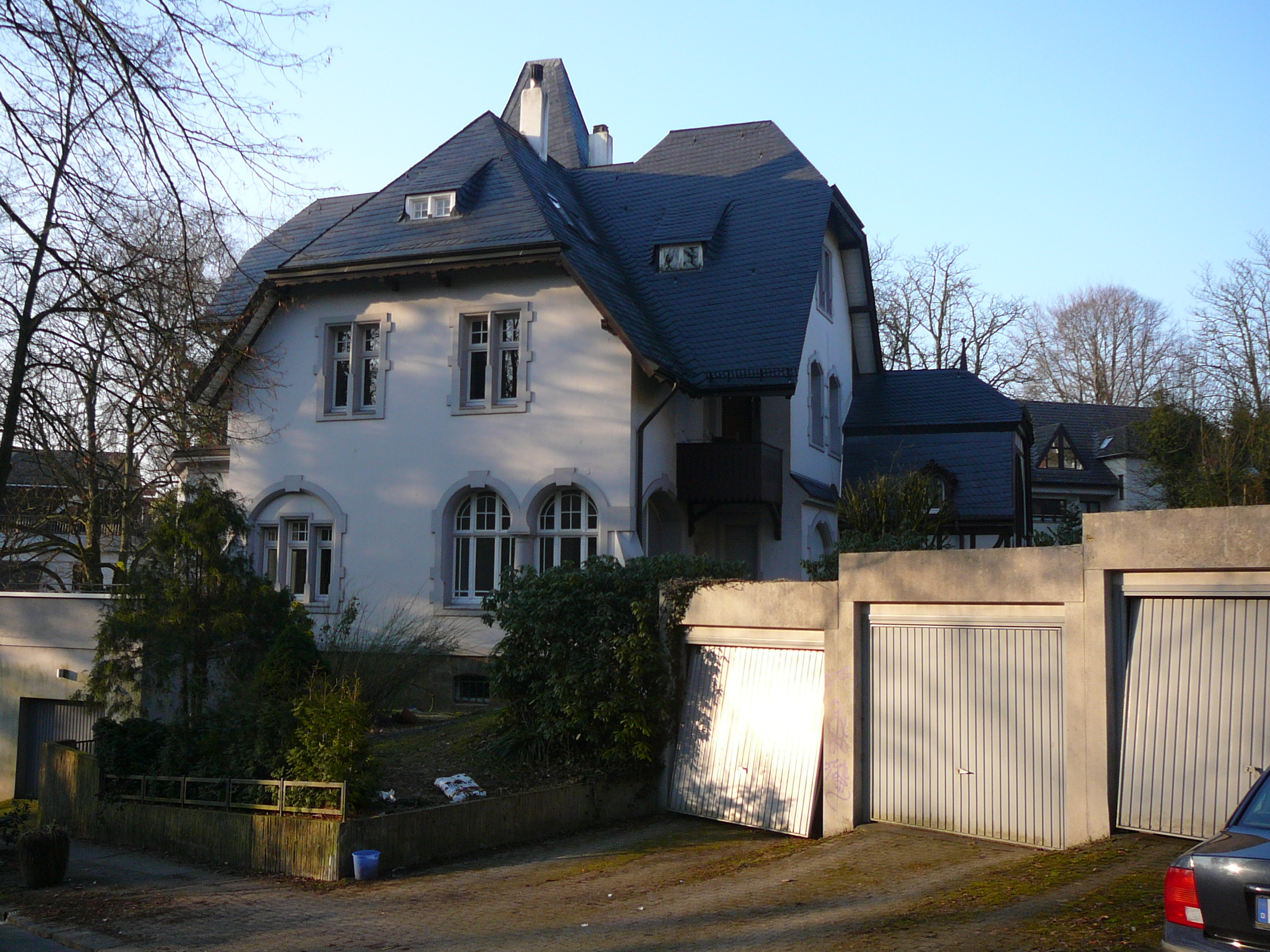
Haus Grüneck

Der zweieinhalbgeschossige und aus verputztem und heute weiß gestrichenen Steinmauerwerk bestehende Bau wurde in den Jahren 1894/95 nach Plänen des „königlichen Regierungsbaumeisters“ Kuno Riemann errichtet, der im Architekturbüro Hermanns & Riemann für die Erschließung des Villenviertel verantwortlich war. Die Villa war das erste von mehreren Gebäuden, das von dem Architekturbüro im Zooviertel errichtet wurde. Es wurde im sogenannten „malerischen Baustil“ errichtet und besitzt einen unregelmäßigen, aber deutlich gegliederten Grundriss mit Balkon und mehreren Erkern und Anbauten, die teilweise in Form von Apsiden ausgeführt wurden. Ebenso sind die jeweiligen Fassadenseiten und Fensterpartien asymmetrisch gegliedert, wobei die Wohnqualität (z. B. optimale Lichtverhältnisse oder Raumaufteilung) im Gegensatz zu einem streng symmetrischen Erscheinungsbild im Vordergrund stand. Auch die Dachformen variieren stark; das Schopfwalmdach besitzt Zwerchgiebel und einen Turmhelm.
Haus Grüneck wurde von Riemann selbst und noch bis 1982 von seiner Tochter bewohnt. Das in Privatbesitz befindliche Gebäude wird auch heute als Wohnhaus genutzt und ist von einem parkähnlichen Garten umgeben.
Die Stadtvilla ist ein für das Zooviertel prägendes und charakteristisches Gebäude und wurde am 14. Dezember 1984 als Baudenkmal in die Denkmalliste der Stadt Wuppertal aufgenommen.